# 中南林業科技大学
中南林業科技大学（英語: Central South University of Forestry and Technology）は、中国湖南省長沙市天心区に本部を置く中国の公立大学。1941年創立、1963年大学設置。
大学の略称は中南林、林科大。2019年9月時点では、学校の面積は153.6万平方メートル、建築面積は113.33万平方メートル、生徒数約3万余人、本科生2.6万余人、研究生4,000余人、教職員1581人。

## 略歴

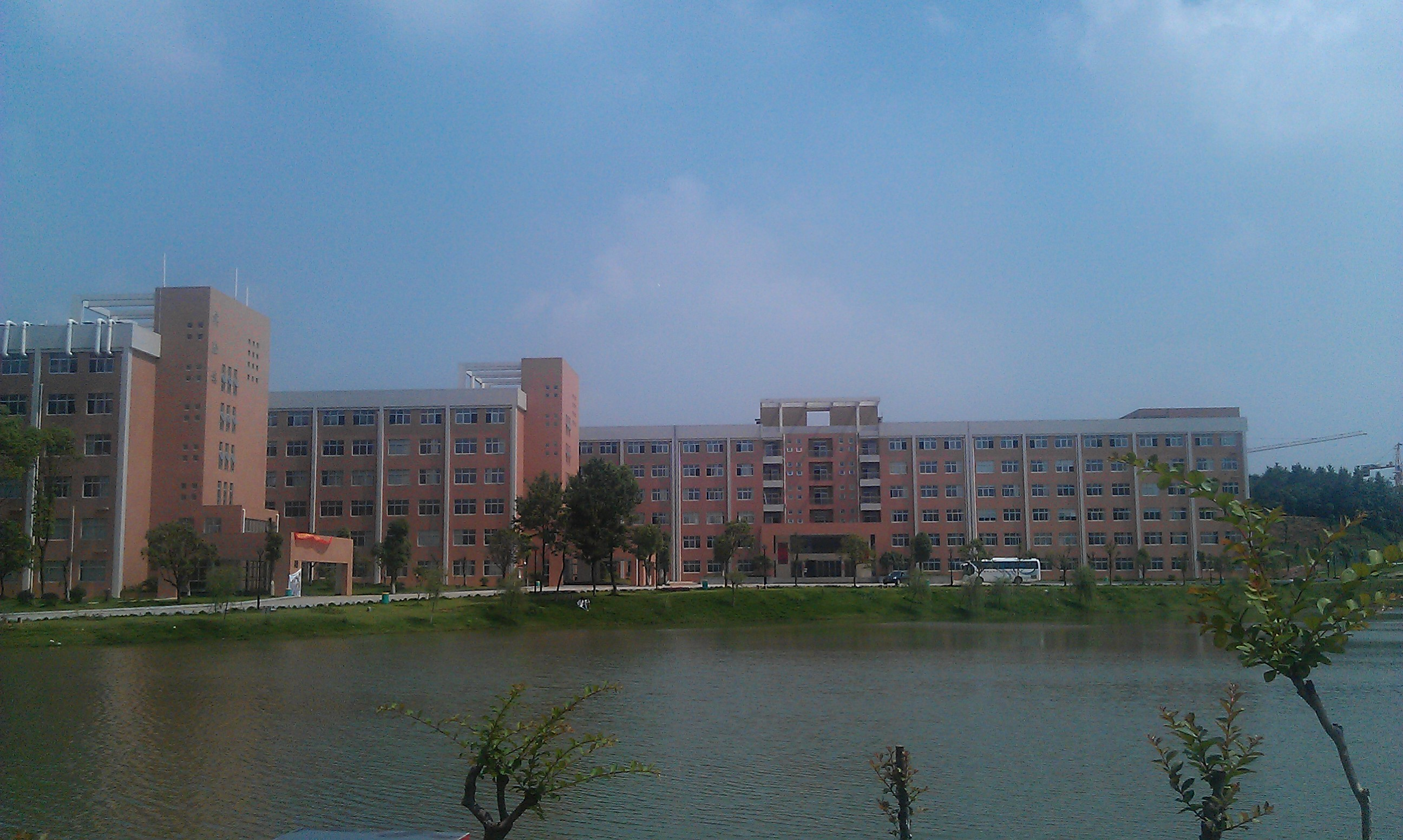
望城区校区。

- 1941年、中南林業科技大学の起源となる湖南省立農業専科学校を湖南省政府が設立。1947年、湖南省立農業専科学校、湖南省立工業専科学校、湖南省立商業専科学校が合併し「克強学院」設立。1950年、「湖南省立修業農業専科学校」と改称。1951年、湖南大学農学院と湖南省立修業農業専科学校が合併し「湖南農学院」設立。1958年7月、湖南林学院設置。[2]

- 1917年、広東公立農業専門学校設立。1924年、「広東大学」と改称。1926年、「中山大学」と改称、中山大学農学院林学系設置。1952年、中華人民共和国成立に伴う高校間の学部などの調整により、各院系分離。華南林学院設立。[2]

- 1982年6月9日、湖南経済幹部進修学院設立（元湖南工交幹部学校）。1983年8月28日、「湖南経済管理幹部学院」と改称、学校長沙に移転。2003年7月、「湖南経済管理職業学院」と改称。[2]

- 1963年、湖南林学院と華南農学院林学系が合併し「中南林学院」設立。1970年10月、中南林学院と華南農学院が合併し「広東農林学院」設立。1974年、学校漵浦県に移転、名称を湖南林学院に変更。1978年、復名中南林学院。1981年、学校株洲市に移転。2000年11月、元湖南林業学校・湖南林業技工学校・中南林学院を併合し、新制の中南林学院となる、学校長沙市に移転。2003年6月、湖南省農業機械研究所を吸収合併する。2005年12月、名称を中南林業科技大学に変更。2006年4月21日、湖南経済幹部進修学院を吸収合併する。2008年9月30日、学校創立記念50週年式典を挙行。[2]

## 基礎データ

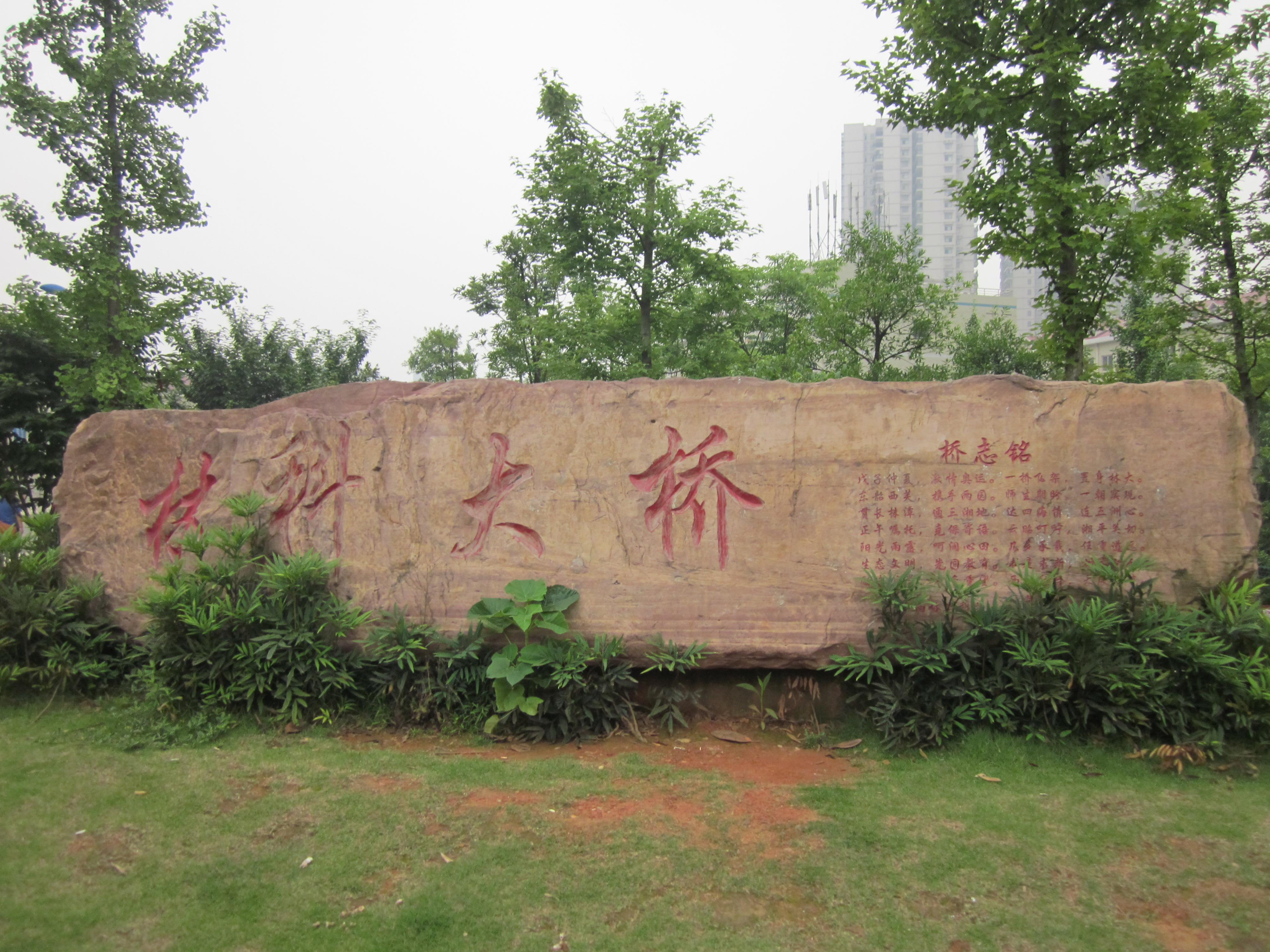
林科大橋（校本部）。

- 所在地
  - 長沙市天心区韶山南路498号

- 校訓
  - 「求是求新、樹木樹人」

- 校歌
  - 「中南林業科技大学校歌」

## 組織
「学院」も「系」も日本の大学の学部にほぼ相当する。「学部」は「学院」と「系」の上の編成で、実体はなく、日本の「学部」とは位置付けが異なっている。妙訳がないのでそのまま記す。
- 林学院
- 生命科学・技術学院
- 材料科学・工程学院
- 交通運輸・物流学院
- 機電工程学院
- 風景園林学院
- 家具・設計芸術学院
- 計算機・信息工程学院
- 土木工程・力学学院
- 商学院
- 外国語学院
- 旅遊学院
- 食品科学・工程学院
- 理学院
- 政法学院
- 経済学院
- 班戈学院
- 体育学院
- 音楽系
- 思想政治理論課教学部
- 渉外学院
- 国際学院
- 継續教育学院

## 附属機関

### 附属図書館
中南林業科技大学図書館、蔵書数は全館合計で約277万冊

## 大学の人物一覧

### 教授
- 学長：周先雁
- 党委書記：曾思斉

### 歴任学長

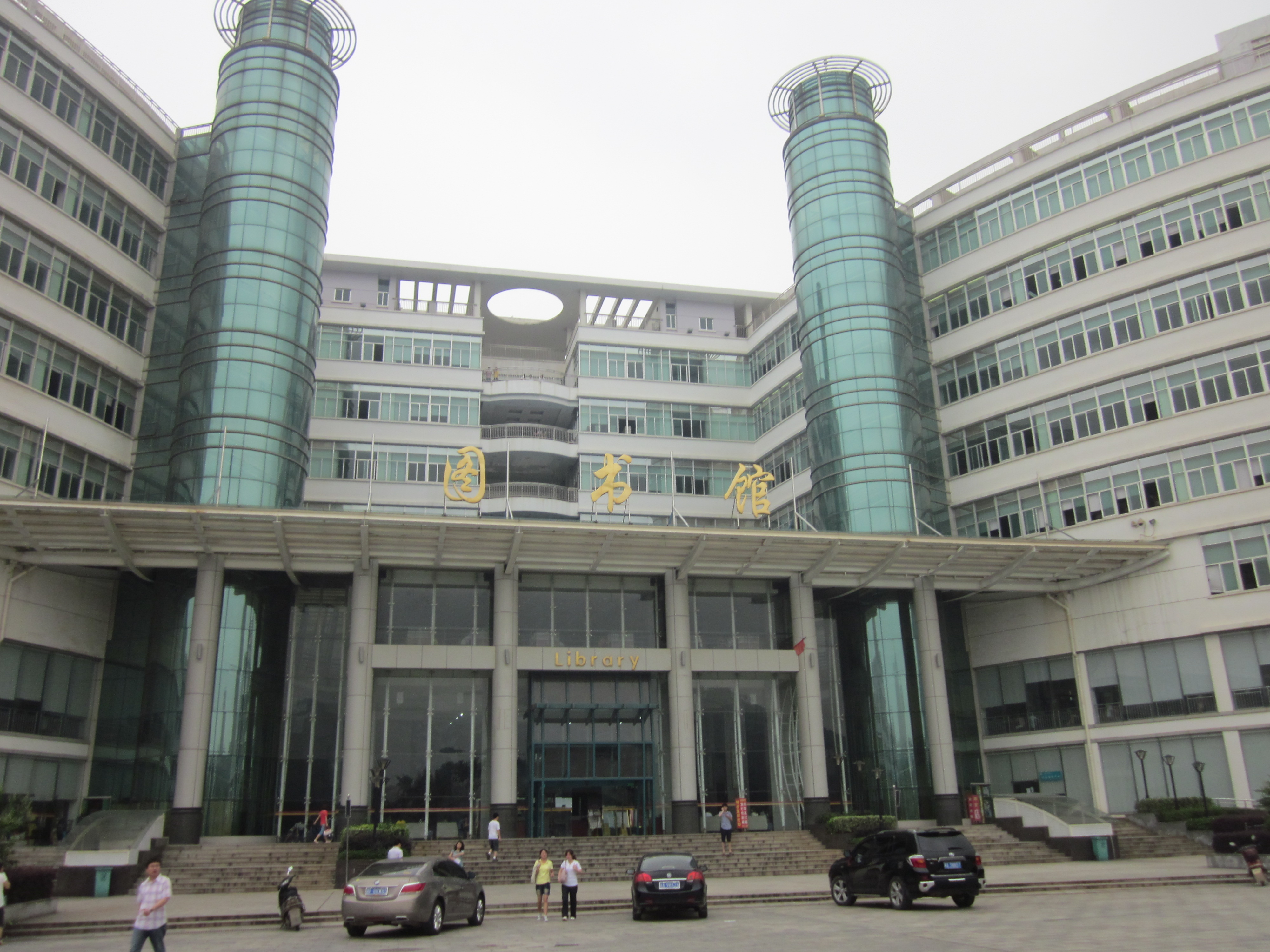
中南林業科技大学図書館（校本部）。

| 任期                     | 党委書記 | 任期      | 学長   | 注 |
| ------------------------ | -------- | --------- | ------ | -- |
| 元湖南林学院、中南林学院 |          |           |        |    |
| 1959-1966                | 梁書文   | 1959-1962 | 王雨時 |    |
| 1971-1973                | 牛正明   | 1968-1973 | 牛正明 |    |
| 1973-1975                | 杜雷     | 1973-1975 | 杜雷   |    |
| 1976-1979                | 張宏光   | 1976-1979 | 張宏光 |    |
| 1980-1984                | 錢聚道   | 1980-1984 | 雷天一 |    |
| 1984-1985                | 劉仲基   | 1985-1993 | 劉仲基 |    |
| 1985-1994                | 謝朝柱   |           |        |    |
| 1995-1997                | 粟顯才   | 1995-2001 | 粟顯才 |    |
| 1997-2001                | 肖子来   |           |        |    |
| 2001-2005                | 李紅     | 2001-2005 | 章懷雲 |    |

| 任期                   | 党委書記 | 任期      | 学長   | 注 |
| ---------------------- | -------- | --------- | ------ | -- |
| 元湖南経済幹部進修学院 |          |           |        |    |
| 1984-1986              | 胡浩正   | 1984-1986 | 胡浩正 |    |
| 1987-1991              | 陳建祥   | 1986-1991 | 陳建祥 |    |
| 1991-1995              | 劉長遠   | 1994-1998 | 章翼霄 |    |
| 1995-1997              | 劉殿興   | 1998-2006 | 彭光武 |    |
| 1998-2003              | 章翼霄   |           |        |    |
| 2003-2003              | 陳学軍   |           |        |    |
| 2003-2006              | 蔡四桂   |           |        |    |

| 任期           | 党委書記 | 任期      | 学長   | 注 |
| -------------- | -------- | --------- | ------ | -- |
| 元湖南林業学校 |          |           |        |    |
| 1955           | 李振芳   | 1954-1958 | 文雲龍 |    |
| 1956-1960      | 高裕民   | 1958-1960 | 谷曼   |    |
| 1961-1963      | 劉彦辰   | 1961-1963 | 劉彦辰 |    |
| 1964-1966      | 程榮普   | 1964-1968 | 程榮普 |    |
| 1970-1973      | 馬景陽   | 1972-1975 | 張志清 |    |
| 1974-1975      | 張志清   |           |        |    |
| 1980-1982      | 馬景陽   | 1980-1982 | 張艾松 |    |
| 1983-1984      | 彭文彬   | 1983-2000 | 易宗文 |    |
| 1985-1987      | 楊石恩   |           |        |    |
| 1989-1991      | 張健     |           |        |    |
| 1992-1999      | 易宗文   |           |        |    |
| 1999-2000      | 張和清   |           |        |    |

| 任期                   | 党委書記 | 任期      | 学長   | 注 |
| ---------------------- | -------- | --------- | ------ | -- |
| 元湖南省農業機械研究所 |          |           |        |    |
| 1958-1962              | 曹致祥   | 1958-1961 | 張鶴亭 |    |
| 1964-1971              | 韓光     | 1962-1968 | 韓光   |    |
| 1971-1971              | 劉革健   | 1968-1970 | 韓光   |    |
| 1973-1983              | 王永昌   | 1973-1979 | 王永昌 |    |
| 1983-1985              | 盧玉祥   | 1979-1997 | 王永昌 |    |
| 1986-1990              | 胡紅普   | 1980-1983 | 夏德濟 |    |
| 1990-1993              | 姚罕聞   | 1985-1993 | 賈大鋤 |    |
| 1993-1998              | 梁其昌   | 1993-1999 | 曾席珍 |    |
| 1998-2000              | 鄒志文   | 2000-2006 | 蒋建業 |    |
| 2000-2006              | 蒋建業   |           |        |    |

### 卒業生
- 文剣平：農業学家、工程師
- 祝光耀：中国共産党中央規律検査委員会委員、現中国生態研究と促進会常務副会長
- 李強民：中華人民共和国駐箚ザンビア特命全権大使
- 劉裕春：現国家林業局西北林業調查規劃設計院院長、工程師
- 黄誠：湖南省郴州市人大常委会副主任、党組副書記
- 柏方敏：湖南省林業庁副庁長
- 羅毅：湖南人民広播電台台長
- 呉義強：中国林学会生物質材料科学分会理事、中国林学会木材科学分会常務理事
- 蔡静峰：湖北省林業庁副庁長
- 劉君：広西桂林市委書記
- 洪家宜：国家林業局西北華北東北防護林建設局総工程師
- 譚中文：華南農業大学副学長
- 劉恵民：西南林業大学学長
- 趙東花：中華全国婦女聯合会副主席
- 彭長輝：カナダ科学家
- 胡忠雄：湖南省益陽市委副書記、市長